# Rung thất
Rung thất (ventricular fibrillation -  V-fib hoặc VF) là tình trạng tâm thất rung thay vì co bóp để bơm máu, do rối loạn hoạt động điện trong tâm thất. Đây là một loại rối loạn nhịp tim. Rung thất dẫn đến ngừng tim, mất ý thức và mất mạch. Tình trạng này dẫn đến tử vong trong trường hợp không được điều trị. Rung thất được tìm thấy ở khoảng 10% số người bị ngừng tim.
Rung tâm thất có thể xảy ra do bệnh mạch vành, bệnh van tim, bệnh cơ tim, hội chứng Brugada, hội chứng QT dài, điện giật hoặc xuất huyết nội sọ. Chẩn đoán bằng điện tâm đồ (ECG) cho thấy các phức bộ QRS không hằng định, không rõ sóng P.  Cần chú ý chẩn đoán phân biệt với xoắn đỉnh.
Điều trị bằng hồi sức tim phổi (CPR) và khử rung tim. Khử rung tim hai pha có thể tốt hơn so với đơn trị liệu. Thuốc epinephrine hoặc amiodarone có thể được bổ sung nếu phương pháp điều trị ban đầu không hiệu quả. Tỷ lệ sống của những người ở ngoài bệnh viện khi phát hiện rối loạn nhịp là khoảng 17% trong khi ở bệnh viện là khoảng 46%.

## Dấu hiệu và triệu chứng
Rung tâm thất là một nguyên nhân gây ngừng tim. Cơ tâm thất co giật ngẫu nhiên thay vì co bóp theo kiểu phối hợp (từ đỉnh tim đến dòng chảy của tâm thất), và do đó tâm thất không bơm máu quanh cơ thể - vì điều này, nó được phân loại là thuộc về hiện tượng ngừng tim, và bệnh nhân bị V-fib nên được điều trị bằng hồi sức tim phổi và khử rung tim nhanh chóng. Nếu không được điều trị, rung tâm thất sẽ nhanh chóng gây tử vong vì các cơ quan quan trọng của cơ thể, bao gồm cả tim, bị thiếu oxy và do đó, bệnh nhân trong nhịp này sẽ không có ý thức hoặc phản ứng với các kích thích. Trước khi ngừng tim, có thể xuất hiện các triệu chứng khác nhau tùy thuộc vào nguyên nhân cơ bản. Bệnh nhân có thể có dấu hiệu thở đau đớn, mà đối với người khác có thể trông giống như thở bình thường, nhưng là một dấu hiệu của việc sốc tuần hoàn của thân não.